# Винчина-Бермехо
Винчина-Бермехо (исп. Río Vinchina-Bermejo) — река в западной Аргентине, зарождается в Патагонских Андах, протекает через провинции Ла-Риоха, Сан-Хуан, Сан-Луис. Площадь бассейна составляет 35 456 км², принадлежит к системе реки Рио-Колорадо.
Истоки реки находятся на склонах гор Бонете на высоте 5500 м, откуда река начинает движение в юго-юго-восточном направлении. В провинции Ла-Риоха имеет названия Бонете и Хагуэ. На территории провинции Сан-Хуан носит названия Рио-де-Винчина и Рио-Бермехо (что вносит путаницу с одноимённым притоком Парагвая). Протекает рядом с национальным парков Талампайа.
Река интенсивно используется для ирригации, так что после каждого поселения она практически пропадает. После слияния со своим основным притоком, рекой Хачаль, втекает на территорию впадины Гуанакаче на границе провинций Сан-Хуан и Сан-Луис. Ранее болотистая местность Лагунас-де-Гуанакаче, занимающая эту впадину была значительно больше, но теперь из-за снижения объёма воды Винчина-Вермехо большую часть года питает только её северную часть. Основная часть Лагунас-де-Гуанакаче даёт начало реке Десагуадеро.
На реке расположены населённые пункты:
- Ла-Риоха: Вилья-Сан-Хосе-де-Винчина[исп.], Вилья-Кастелли[англ.] и Вилья-Уньон[исп.].
- Сан-Хуан: Вермехо[исп.].